# Hospital de São Paulo
Rua das Cruzes 3 ou Hospital de São Paulo foi um edifício onde esteve instalado o primeiro hospital da ilha da Madeira, mandado construir em 1454 por João Gonçalves Zarco, primeiro capitão do donatário do Funchal.

## História
Pouco tempo depois do descobrimento do arquipélago da Madeira, João Gonçalves Zarco mandou erguer neste lugar uma capela e um hospital. A capela serviu como sede da paróquia de São Pedro até a construção da Igreja com o mesmo nome nos finais do século XVI. O terreno adjacente à capela funcionou com um hospital durante 15 anos e foi mais tarde tornado numa residência particular.
Em 1873, a casa era propriedade de Adelaide Augusta da Silva Noronha (1856-1938) e do seu marido, Augusto Nóbrega de Noronha (1849-1920). Foi aqui que a 9 de setembro do mesmo ano nasceu o primeiro filho do casal, Adolfo César, que havia de se tornar num naturalista e fundar o Museu de História Natural do Funchal. Adolfo de Noronha acabou por falecer também nesta casa a 6 de abril de 1963.
Quando Adelaide Augusta faleceu em 1938 a propriedade foi deixada às suas netas Adelaide Susana e Laura Cristina de Noronha Wilbraham. Estas mantiveram o imóvel histórico até a sua expropriação e consequente demolição em abril de 1996.